# منتخب هونغ كونغ للريشة الطائرة
منتخب هونغ كونغ لتنس الريشة (بالصينية: 香港羽毛球代表隊) هو ممثل هونغ كونغ الرسمي في المنافسات الدولية في كرة الريشة .